# Kirgizistan i olympiska sommarspelen 2004
Kirgizistan i olympiska sommarspelen 2004 bestod av 29 idrottare som blivit uttagna av Kirgizistans olympiska kommitté.

## Boxning
Bantamvikt (– 54 kg)
- Aybek Abdymomunov
  - Sextondelsfinal — Förlorade mot Mehar Ullah från Pakistan, 36-22

Fjädervikt (– 57 kg)
- Asylbek Talasbayev
  - Sextondelsfinal — Förlorade mot Luis Franco från Kuba, 32-15

## Cykling

### Landsväg
Herrarnas linjelopp
- Evgeny Vakker
  - Final — fullföljde inte (→ ingen placering)

Herrarnas tempolopp
- Evgeny Vakker
  - Final — 1:01:00.47 (→ 23:e plats)

## Friidrott
Damernas 100 meter:
- Elena Bobrovskaya
  - Omgång 1 — 11.76 (→ gick inte vidare)

Damernas 400 meter:
- Oksana Luneva
  - Omgång 1 — 52.94 (→ gick inte vidare)

Damernas 400 meter häck:
- Galina Pedan
  - Omgång 1 — 59.02 (→ gick inte vidare)

Damernas 1 500 meter:
- Tatiana Borisova
  - Omgång 1 — 4:13.36 (→ gick inte vidare)

Herrarnas maraton:
- Valery Pisarev
  - Final — 2:40:10 (→ 79:e plats)

Damernas maraton:
- Irina Bogachova
  - Final — fullföljde inte (→ ingen placering)

Damernas höjdhopp:
- Tatiana Efimenko
  - Omgång 1 — 1.89 meter (→ gick inte vidare)

## Judo
Herrarnas halv mellanvikt (-81 kg)
- Erkin Ibragimov
  - Besegrades i sextondelsfinalen

## Modern femkamp
Herrarnas tävling
- Pavel Uvarov — 5016 poäng (→ 22:e plats)

Damernas tävling
- Liudmila Sirotkina — 4928 poäng (→ 23:e plats)